# Weitramsdorf
Weitramsdorf est une commune allemande, située en Bavière, dans l'arrondissement de Cobourg.